# Laktol

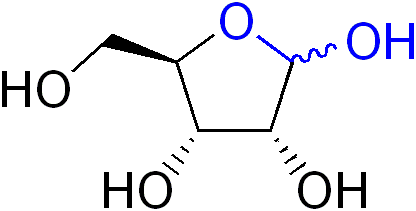
A laktol funkciós csoport (kékkel jelölve) számos cukorfélében, például az ábrán szereplő ribózban is megtalálható

A szerves kémiában a laktol a félacetál vagy félketál gyűrűs megfelelője. A vegyület úgy jön létre, hogy egy aldehid vagy keton karbonilcsoportjához intramolekuláris nukleofil addíciós reakcióval hidroxilcsoport kapcsolódik.
A laktol forma gyakran dinamikus egyensúlyban van a megfelelő hidroxialdehiddel. Az, hogy az egyensúly melyik irányba van eltolódva, függ a gyűrű méretétől és egyéb konformációs hatásoktól is.
A laktol funkciós csoporttal a természetben az aldóz cukrok felépítőjeként találkozhatunk.

## Kémiai reakciók
A laktol egy sor kémiai reakcióban részt vehet, például:
- Oxidációval laktonokká alakulnak
- Alkoholokkal való reakció során acetál keletkezik
  - A cukor és az alkoholok vagy más nukleofil anyagok reakciója glikozidok kialakulásához vezet
- Redukcióval (dezoxidáció során) gyűrűs éterek képződnek

## Fordítás
Ez a szócikk részben vagy egészben  a   Lactol című angol Wikipédia-szócikk ezen változatának fordításán alapul.  Az eredeti cikk szerkesztőit annak laptörténete sorolja fel. Ez a jelzés csupán a megfogalmazás eredetét és a szerzői jogokat jelzi, nem szolgál a cikkben szereplő információk forrásmegjelöléseként.